# H.C. Andersen-Samfundet
H.C. Andersen-Samfundet er et litterært selskab i København, hvis formål er at vække kendskab og skabe interesse for H.C. Andersens digtning, samt at fremme undersøgelser og studier vedrørende digterens person, liv og værker.
Foreningeen er nok mest kendt for uddeling af "H.C. Andersen-Samfundet i Københavns Kulturelle Fonds Pris". Prisen uddeles til personer, som har opfyldt prisens erklærede formål: At yde en betydelig indsats for at fremme forståelsen for H.C. Andersens liv og værk.
H.C. Andersen-Samfundet blev stiftet i Odense i 1925, men blev af geografiske årsager, i 1936, splittet op i henholdsvis H.C. Andersen-Samfundet i Odense og H.C. Andersen-Samfundet i København. De to selskaber findes fortsat, som to selvstændige foreninger, med selvstændige bestyrelser og aktiviteter, men har ellers et godt samarbejde og afholder løbende medlemsmøder med foredrag og oplæsning, musiske arrangementer samt tilrettelæggelse af ekskursioner "i digterens fodspor".

## Ekstern henvisning
- HCA-Samfundet.dk, H.C Andersen-Samfundet, København
- HCAndersenSamfundet-Odense.dk, H.C Andersen-Samfundet, Odense